# Ботліхці
Ботліхці (самоназва — буйхаді) — етнічна группа аварців, більшість проживає в селах Ботліх, Міарсо і Ашино Ботліхського району та у селищі Батлахатлі Цумадинського району. Багато ботліхців-переселенців живуть у Хасавюртівському, Бабаюртівському та Кізілюртівському районах. Ботліхці-місцяни живуть у містах Махачкала, Хасав'юрт, Кизилюрт та Буйнакськ. Належать до андійських народів.

## Історія
Імовірно, з першого тисячоліття нашої ери ботліхці входили до складу політичного об'єднання Дідо в Західному Дагестані (розпалося в 14—15 століттях), куди входили етноси андо-цезької (дідойської) мовної групи. Ісламізовані у 16 столітті. До 14-15 століть відносять утворення союзу сільських громад Технуцал на території нинішнього Ботліхського району. З 16 століття ботліхці підпадають під вплив Аварського ханства. У 1820—1850 роках ботліхці брали активну участь у національно-визвольній боротьбі горян Дагестану та Чечні. 1921 року увійшли до складу Дагестанської АРСР, з 1991 року — Республіки Дагестан.